# Kate Markgraf
Kathryn Michele "Kate" Markgraf (nacida el 23 de agosto de 1976), de soltera Sobrero, es la directora general de la selección femenina de fútbol de los Estados Unidos y una defensora profesional estadounidense retirada. Anteriormente jugó en el Chicago Red Stars de la WPS, en el Boston Breakers de la WUSA y en la selección femenina de fútbol de Estados Unidos. Fue tres veces medallista olímpica (2000, plata; 2004, oro; 2008, oro como co-capitana del equipo) y jugó en tres torneos de la Copa Mundial Femenina de la FIFA (1999, oro; 2003, bronce; 2007, bronce). Fue titular en el 97% de sus 201 partidos con la selección femenina de Estados Unidos en sus 12 años de carrera. Terminó su carrera con un campeonato de instituto, un campeonato estatal de clubes, un campeonato de la División I de la NCAA, medallas de oro olímpicas y un campeonato de la Copa Mundial de la FIFA.

## Primeros años
Markgraf nació en Bloomfield Hills, Michigan, y asistió a la Detroit Country Day School. En Detroit Country Day, ayudó a guiar al equipo de fútbol al título estatal en 1991, marcando 16 goles con 26 asistencias. También fue jugadora de voleibol, formando parte del equipo All-League en tres ocasiones, y fue reclutada en la División III. En el fútbol, entró en el equipo NSCAA All-American una vez y fue elegida para el equipo All-State durante las tres temporadas que jugó.

### Universidad de Notre Dame
Markgraf estudió en la Universidad de Notre Dame y se licenció en Ciencias Empresariales. Fue tres veces All-American de la NSCAA, tres veces seleccionada para la Big East, jugadora defensiva del año de la Big East en 1997 y MVP defensiva de la Final Four de la NCAA] en 1995, año en el que su equipo ganó el campeonato de fútbol femenino de la NCAA. También fue co-capitana del equipo en su último año. También obtuvo la lista del decano durante un semestre.

## Trayectoria

### Clubes
Markgraf formó parte de las Boston Breakers de la liga WUSA durante tres temporadas, y fue nombrada defensora del año de las Breakers en 2001. En 2005, jugó profesionalmente en el Örebro de la liga sueca junto a su antigua compañera de equipo Kristine Lilly. Estaba previsto que jugara con las Chicago Red Stars en la sucesora de la WUSA, la Women's Professional Soccer, en su temporada inaugural de 2009. Sin embargo, el Red Stars anunció en enero de 2009 que no jugaría esa temporada porque estaba esperando su segundo hijo. Diez meses después de dar a luz a sus gemelos, regresó al Red Stars en 2010, jugó casi todos los minutos de la temporada e íntegro al equipo de All-Stars. 2010 fue su última temporada profesional.

### Internacional
En 1998, debutó con la selección de Estados Unidos contra Argentina, con Sobrero en la espalda de su camiseta. En 2004 cambió a Markgraf en la parte trasera de su camiseta. Fue la titular con menos experiencia en el equipo ganador de la Copa del Mundo de 1999 y uno de los miembros más jóvenes del equipo. Los Angeles Times la seleccionó para el All-World top 11 por su juego en el centro del campo ese torneo. Fue titular en los Juegos Olímpicos de 2000 en Sídney, en los de 2004 en Atenas y fue co-capitana en los de 2008 en Pekín. Ganó la medalla de plata en 2000, la de oro en 2004 y la de oro en 2008. Jugó 12 partidos en 3 Copas Mundiales Femeninas de la FIFA, ganando el título de Campeona del Mundo en la Copa Mundial de 1999 organizada por Estados Unidos. También formó parte de los equipos que quedaron terceros en el Mundial de 2003, organizado por Estados Unidos, y en el de 2007, organizado por China.
En julio de 2010, tras casi dos años de interrupción de la competición internacional, disputó su partido internacional número 200, en un partido amistoso contra Suecia. Se convirtió en la décima mujer en la historia de la FIFA en conseguir su partido número 200, una marca que ningún jugador ha alcanzado. Posteriormente, anunció su retirada del deporte al final de la temporada de la WPS, poniendo fin a su carrera profesional tras haber jugado 201 veces con su país.

## Difusión
Markgraf formó pareja con Adrian Healey como comentarista en color en el equipo de retransmisión secundario de ESPN para las retransmisiones de la Copa Mundial Femenina de la FIFA 2011. Markgraf trabajó como analista de color para la NBC durante los Juegos Olímpicos de Londres 2012. También ha trabajado como comentarista en varios partidos de la selección femenina de Estados Unidos en Fox Soccer y ESPN, así como en el fútbol universitario en la Big Ten Network. Trabajó para ESPN FC durante la Copa Mundial Femenina de la FIFA 2015 como analista de estudio y apareció a menudo en SportsCenter durante el torneo. Siguió trabajando para ESPN en 2016, esta vez como analista de color para el fútbol masculino durante la Eurocopa 2016.

## Enviada de fútbol

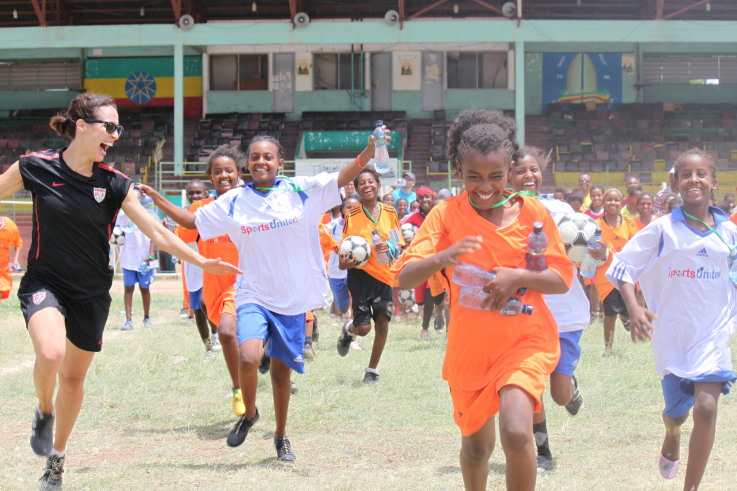
Kate Markgraf corriendo con un grupo de niñas durante el Programa de Clínicas de Fútbol en Dire Dawa, Etiopía, del 11 al 12 de julio de 2012.

En 2012, Kate Markgraf viajó con Tony Sanneh a Etiopía en nombre del Departamento de Estado de los Estados Unidos y de US Soccer para trabajar con los jóvenes somalíes en la ciudad etíope de Dire Dawa. En 2013, fue a Chile, y en 2014, fue a Perú, de nuevo en nombre del Departamento de Estado de Estados Unidos y de US Soccer.

## Carrera de entrenadora
En 2009, fue entrenadora asistente voluntaria de los Marquette Golden Eagles. Ahora sólo entrena al equipo de fútbol de sus gemelos.

## Vida personal
En 2008, Markgraf vivía con su marido y sus hijos en la zona de Milwaukee. Ha formado parte de la Junta del Centro de Derecho Juvenil y es miembro de la Junta Directiva del Club de Monogramas de Notre Dame, así como copatrocinadora de Milwaukee College Prep (MCP; una escuela concertada), un programa de recaudación de fondos en beneficio de los estudiantes de Milwaukee menos favorecidos. Ha cocreado programas de habilidades para la vida para Milwaukee America-Scores y dirige clínicas de fútbol para varias organizaciones benéficas. En 2015, se graduó con una Maestría en Kinesiología de la Universidad de Wisconsin-Milwaukee con su investigación siendo seleccionada para ser presentada en la Asociación de Psicología del Deporte Aplicada. Ella está completando su Maestría en Consejería.